# Cláudia Ohana
Pour les articles homonymes, voir Ohana.
Cláudia Ohana, de son vrai nom Maria Cláudia Silva Carneiro, née le 6 février 1963 à Rio de Janeiro, est une actrice et chanteuse brésilienne.

## Biographie
Cláudia Ohana est la fille de l'actrice Nazareth Ohana (1942-1978), d'origine juive marocaine, et du peintre Arthur José Carneiro. Elle a une sœur aînée, Cristina, née en 1962.
Sa fille Dandara (pt), née en 1983 de sa relation avec le réalisateur et scénariste Ruy Guerra, est également actrice.
Cláudia Ohana posera nue dans Playboy en 1985 et 2008.
En 2012 elle participe à Dança dos Famosos, la version brésilienne de Danse avec les stars. Elle termine à la 2e place.

## Filmographie

### Cinéma
- 1979 - Amor e Traição
- 1981 - Bonitinha mas Ordinária ou Otto Lara Rezende
- 1982 - Beijo na Boca
- 1982 - Menino do Rio
- 1982 - Aventuras de um Paraíba
- 1983 - Eréndira
- 1986 - Opéra de Malandro
- 1986 - Les Longs Manteaux
- 1986 : Love Dream de Charles Finch
- 1987 - Luzia Homem
- 1987 - Fábula de la Bella Palomera
- 1989 - Kuarup
- 1989 - Desejo de Amar
- 1994 - Erotique
- 2005 - Dolores
- 2011 - Desenrola
- 2011 - A Novela das 8
- 2014 - El Misterio de la Felicidad
- 2016 - Zoom
- 2016 - Mais Forte que o Mundo

### Télévision
- 1981 - Obrigado Doutor
- 1984 - Amor com Amor se Paga
- 1989 - Tieta
- 1990 - Rainha da Sucata
- 1990 - Les cavaliers aux yeux verts
- 1991 - Vamp
- 1993 - Fera Ferida
- 1995 - A Próxima Vítima
- 1996 - Você Decide
- 1997 - Zazá
- 1998 - Você Decide (épisode « A Volta Por Cima »)
- 1999 - Você Decide (épisode « Assunto de Família »)
- 2000 - Você Decide (épisode « Mania de Casar »)
- 2000 - A Muralha
- 2001 - Estrela-Guia
- 2001 - As Filhas da Mãe
- 2003 - Canavial de Paixões
- 2004 - Da Cor do Pecado
- 2004 - Sob Nova Direção
- 2006 - Malhação
- 2008 - A Favorita
- 2011 - Morde & Assopra
- 2011 - Natália
- 2011 - Cordel Encantado
- 2012 - Dança dos Famosos 9
- 2012 - Malhação
- 2012 - Guerra dos Sexos
- 2012 - Mandrake
- 2013 - Louco por Elas
- 2013 - Joia Rara
- 2014 - Psi
- 2016 - Criança Esperança
- 2016 - Sol Nascente
- 2017 - Aldo: Mais Forte que o Mundo
- 2017 - Super Chef Celebridades 6
- 2018 - Super Dança dos Famosos
- 2019 - Verão 90
- 2025 - The Masked Singer Brasil 5